# ¿Dónde bailarán las niñas?
¿Dónde bailarán las niñas? es el cuarto álbum de estudio de la cantante mexicana Ximena Sariñana, lanzado por el sello discográfico Warner Music México.

## Historia
El álbum fue lanzado el 1 de marzo de 2019

## Canciones del disco
| ¿Qué Tiene? versión 1 |                                                |        |        |                                                                                   |          |  |
| N.º                   | Título                                         | Letras | Música | Escritor(es)                                                                      | Duración |  |
| 1.                    | «¿Qué Tiene?»                                  |        |        | Ximena Sariñana, Juan Pablo Vega, Feid, Jowan, Mosty, Rolo & Wain, Carlos Carmona | 3:31     |  |
| 2.                    | «No Sé» (con Girl Ultra)                       |        |        | Ximena Sariñana, Juan Pablo Vega, Feid, Jowan, Girl Ultra, Mosty, Rolo & Wain     | 3:38     |  |
| 3.                    | «Si Tú Te Vas»                                 |        |        | Ximena Sariñana, Marawder, Andrés Torres & Mauricio Rengifo                       | 3:08     |  |
| 4.                    | «Pueblo Abandonado» (con Francisca Valenzuela) |        |        | Ximena Sariñana, Francisca Valenzuela & Áureo Baqueiro                            | 3:35     |  |
| 5.                    | «Que Seas Tú»                                  |        |        | Ximena Sariñana & Andrés Cabas                                                    | 3:31     |  |
| 6.                    | «Lo Bailado»                                   |        |        | Ximena Sariñana, Carlos Carmona, Juan Pablo Vega, Feid, Jowan, Mosty, Rolo & Wain | 2:53     |  |
| 7.                    | «Todo En Mi Vida»                              |        |        | Ximena Sariñana, Andrés Torres & Mauricio Rengifo                                 | 3:24     |  |
| 8.                    | «Fácil De Amar» (con Iza)                      |        |        | Ximena Sariñana & Iza                                                             | 4:16     |  |
| 9.                    | «Fuego»                                        |        |        | Ximena Sariñana & Juan Pablo Vega                                                 | 4:23     |  |
| 10.                   | «Cobarde»                                      |        |        | Ximena Sariñana, Carlos Carmona, Marawder, Andrés Torres & Mauricio Rengifo       | 3:34     |  |
| 11.                   | «Huracán»                                      |        |        | Ximena Sariñana, Carlos Carmona, Juan Pablo Vega, Feid, Jowan, Mosty, Rolo & Wain | 6:19     |  |
| 12.                   | «Saguaro» (Hidden track)                       |        |        | Ximena Sariñana                                                                   | 2:46     |  |
| 3:31                  |                                                |        |        |                                                                                   |          |  |

## Premios y nominaciones
| Año  | Trabajo                    | Premio                  | Categoría                                         | Resultado |
| ---- | -------------------------- | ----------------------- | ------------------------------------------------- | --------- |
| 2019 | ¿Dónde bailarán las niñas? | MTV Millennial Awards   | Artista + Chingón México: Mejor artista en México | Nominada  |
| 2019 | ¿Dónde bailarán las niñas? | MTV Millennial Awards   | Video del Año                                     | Nominada  |
| 2019 | ¿Dónde bailarán las niñas? | MTV Millennial Awards   | Premio Gato Blanco (como agente de cambio)        | Ganadora  |
| 2019 | ¿Dónde bailarán las niñas? | Grammy Latino           | Grabación del año                                 | Nominada  |
| 2019 | ¿Dónde bailarán las niñas? | Grammy Latino           | Álbum del año                                     | Nominada  |
| 2019 | Godzilla                   | Grammy Latino           | Mejor canción de rock                             | Nominada  |
| 2019 | ¿Dónde bailarán las niñas? | MTV Europe Music Awards | Mejor Artista latinoamericano norte               | Nominada  |